# مرزبانک نواری
مرزبانک نواری (نام علمی: Bassarona teuta) نام یک گونه از سرده شاهک‌ها است.